# Wahlenbergia pygmaea
Wahlenbergia pygmaea là loài thực vật có hoa trong họ Hoa chuông. Loài này được Colenso miêu tả khoa học đầu tiên năm 1902.